# تاريخ المعالجات السنية
1. تحويل زراعة الأسنان

يعود تاريخ المعالجات السنية إلى آلاف السنين. يقتصر نطاق هذا المقال على تاريخ ما قبل 1980.
فيما يتعلق بالزرعات، كان الاندماج العظمي الحدث الفارق والبارز الذي اصطُلح في عام 1981 من قبل توماس ألبريكتسون.

## الزرعات السنية
يقدم علم الآثار دليلًا على أن البشر حاولوا تعويض الأسنان المفقودة عبر زرعات سنية بشكل الجذر لآلاف السنين. نُحتت الزرعات الأثرية من الصين القديمة (التي يرجع تاريخها إلى 4000 عام) على شكل أوتاد من الخيزران، وأُدخلت في العظم لتحل مكان الأسنان المفقودة، تتشابه البقايا التي تعود إلى 2000 عام من مصر القديمة مع هذه الأوتاد بالشكل، وقد صُنعت من المعادن الثمينة. عُثر على بعض المومياوات المصرية التي زُرعت لها أسنان بشرية، وفي حالات أخرى، أسنان من النحاس. وجد ويلسون بوبينو وزوجته في عام 1931، في موقع من هندوراس يرجع تاريخه إلى عام 600 ميلادي، الفك السفلي لامرأة من شعب المايا، إذ استُبدلت ثلاثة قواطع مفقودة فيه بأصداف بحرية، التي نُحتت لتأخذ شكل الأسنان. يشير النمو العظمي حول اثنتين من الزرعات، بالإضافة إلى تشكل القلح، إلى أنها كانت وظيفية فضلًا عن كونها جمالية. تشكل هذه القطعة حاليًا جزءًا من المجموعة الخاصة بعلم العظام في متحف بيبودي لعلم الآثار وعلم الأجناس الواقع في جامعة هارفارد.
في الأزمنة الحديثة، أُبلغ عن وجود زرعات مطابقة للأسنان في وقت مبكر من عام 1969، لكن أحاطت نسج رخوة متشكلة بنظير السن المصنوع من البولي ميثاكريلات عوضًا عن حدوث اندماج عظمي.
شهد الجزء الأول من القرن العشرين عددًا من الزرعات المصنوعة من مواد متنوعة. كان نظام غرينفيلد للزرع في عام 1913 واحدًا من أوائل عمليات الزرع الناجحة (يُعرف أيضًا بسلة أو سرير غرينفيلد). أظهرت غرسة غرينفيلد، وهي غرسة مصنوعة من الإيريديوم والبلاتينيوم ملتصقة بتاج ذهبي، دليلًا على الاندماج العظمي واستمرت لعدة سنوات. كان أول من استخدم التيتانيوم كمواد صنع للزرعات هم بوث وبيتون ودافنبورت في عام 1940، الذين لاحظوا مدى اندخال النمو العظمي في براغي التيتانيوم، والصعوبة التي واجهوها في قلعها. كان بوث وغيره أول من يصف العملية التي سُميت لاحقًا باسم الاندماج العظمي (وهو اسم سوقه لاحقًا بير انغفار برينمارك). في عام 1951، أجرى غوتليب ليفينثال زرعات تيتانيوم في الأرانب. قادته نتائجه الإيجابية للاعتقاد أن التيتانيوم يمثل مادة الجراحة المثالية.
في خمسينيات القرن الماضي، أُقيمت أبحاث في جامعة كامبردج في إنكلترا حول تدفق الدم في الكائنات الحية. إذ ابتكروا وسيلة لإنشاء حجيرة تيتانيوم ومن ثم غرسها داخل نسيج طري في آذان الأرانب. في عام 1952، اهتم جراح العظام السويدي، بير انغفار برينمارك، في دراسة شفاء العظام وتجددها. خلال فترة بحوثه في جامعة لوند، تبنى «حجيرة أذن الأرانب» التي صُممت في كامبردج واستخدمها في عظم فخذ الأرنب. بعد الدراسة، حاول استرداد هذه الحجيرات باهظة الثمن من الأرانب واكتشف أنه غير قادر على إزالتها. لاحظ بيرنمارك وجود نمو عظمي قريب جدًا من التيتانيوم، إذ التصق العظم فعليًا بالمعدن. أقام برينمارك مزيدًا من الدراسات حول هذه الظاهرة على عينات من البشر والحيوانات، وأكدت جميعها هذه الخاصية الفريدة للتيتانيوم. اعتُبر ليونارد لينكو، في خمسينيات القرن الماضي، أول من أدخل غرسات التيتانيوم والمعادن الأخرى على عظام الفكين. أُرفقت أسنان صنعية بعد ذلك مع هذه القطع المعدنية. في عام 1965، أجرى برينمارك أول زرعة سنية مصنوعة من التيتانيوم على أحد المتطوعين. بدأ عمله في الفم، نظرًا إلى كونه المنطقة الأسهل للملاحظة المستمرة، بالإضافة إلى وجود نسبة عالية من الأسنان المفقودة لدى السكان، بالتالي توفر عينات أكثر لدراسة واسعة النطاق. أطلق على ارتباط العظم الملاحظ سريريًا مع التيتانيوم مصطلح «الاندماج العظمي».
تطورت الزرعات منذ ذلك الحين إلى ثلاثة أنواع رئيسية:
1. زرعات سنية بشكل الجذر؛ النوع الأكثر شيوعًا لجميع الاستخدامات. يوجد ما يقارب 18 شكلًا مختلفًا لهذا النوع من الزرعات، تُصنع جميعها من التيتانيوم لكنها تختلف في الشكل وقوام السطح. تظهر أدلة محدودة أن نسبة تعرض الزرعات الملساء نسبيًا لحدوث التهاب حول الزرعة أقل من تلك ذات السطوح الأخشن، ولا يوجد دليل يشير إلى نجاح أكبر على المدى الطويل لنوع معين من الزرعات السنية.[9]
2. الزرعات الوجنية؛ زرعات طويلة يمكن أن تستند إلى العظم الوجني عبر تمريرها من خلال الجيب الفكي العلوي، من أجل تثبيت الجهاز السني العلوي الكامل عند وجود غياب عظمي. تقدم الزرعات الوجنية نهجًا مبتكرًا لفقدان العظم الشديد في الفك العلوي، إلا أنها لم تظهر أي ميزات تتعلق بالتطعيم العظمي وظيفيًا، رغم أنها قد توفر خيارًا غير باضع نسبيًا، اعتمادًا على حجم الاستبناء المطلوب.[10]
3. الغرسات صغيرة القطر هي غرسات تتميز بقطر صغير وتتكون من قطعة واحدة (زرعة ودعامة)، إذ تُستخدم أحيانًا في تثبيت الأجهزة السنية أو في التثبيت الجراحي التقويمي.

صدرت الزرعات الخزفية المصنوعة من الألومينا بين ستينيات وسبعينيات القرن الماضي، لكنها سُحبت من الأسواق في بداية التسعينيات بسبب إظهارها لمشاكل ميكانيكية حيوية (مثل مقاومة الكسر المنخفضة)، واستُبدلت بزرعات الزركونيا.
تطورت الجراحة السنية الروبوتية في العقد الأول من القرن الواحد والعشرين، وقد شمل هذا الزرعات السنية.